# Rennell-Bellona
Rennell en Bellona zijn twee atollen in de Salomonseilanden. Samen vormen deze atollen de meest zuidelijke provincie van de Salomonseilanden. De provincie heeft ongeveer 2500 inwoners en hoofdstad van de provincie is Tigoa. Op het eiland Rennell bevindt zich het grootste zoetwatermeer, Te Nggano, in de Grote Oceaan. Dit meer is een uniek habitat voor vele (endemische) soorten planten en dieren (met name vogels).

## Geschiedenis
De oudste nederzettingen die op de eilanden zijn gevonden dateren uit ongeveer 100 v.Chr.. Volgens de huidige bewoners van de eilanden zijn hun voorvaderen, die bekendstaan als de acht aboriginals, ongeveer 26 generaties (begin 14e eeuw) geleden op de eilanden aankwamen. Bij aankomst troffen zij een ander volk op de eilanden aan, de Hiti. In de loop van de jaren doodden de nieuwkomers de Hiti en aten hen op. Volgens sommige legenden zijn de laatste Hiti pas rond 1930 opgegeten.
De eilanden zijn officieel ontdekt door kapitein Wilkinson in 1790 met het Britse oorlogsschip de Indispensable. In 1793 deed het handelsschip de Bellona Bellona aan.
Vanwege het gebrek aan veilige havens en geschikte landbouwgrond toonde handelaren en plantage-eigenaren weinig interesse in de eilanden waardoor de eilanden geïsoleerd bleven van de buitenwereld.
Pas in 1856 kwamen er weer Europeanen naar de eilanden. Bisschop Selwyn ging er aan land en sprak kort met een groepje bewoners. De angst voor blanken was onder de lokale bevolking zo groot dat de bisschop slechts met 20 mensen op Rennell en 13 krijgers op Bellona kon spreken. Hiermee hielden de poging de bevolking te bekeren tot het christendom tot 1910 op.
In 1910 vestigden drie Zevendedagsadventisten zich op de eilanden. Toen er een epidemie uitbrak en de moeder van het stamhoofd stierf, kregen de missionarissen daar de schuld van en werden vermoord. Als gevolg hiervan werden de eilanden door het bestuur van het protectoraat gesloten voor buitenlanders. Deze regel bleef van kracht tot 1934 toen er weer een schip van de Zevendedags Adventisten de eilanden aandeed. Dit keer bleven de missionarissen niet maar namen ze een aantal eilanders mee om hen op te leiden tot missionaris. In 1936 keerden deze eilanders terug en gedurende een periode van 2 jaar hingen de eilanders zowel het christelijk geloof als de lokale geloven aan. Dit liep mis in oktober 1938. De inwoners van het dorp Niupani, op Rennell, wisten zeker dat de Dag des oordeels er aan kwam. Om deze reden trouwde iedereen in het dorp, van bejaarden tot peuters, zieken en gezonden. Toen er niets gebeurde keerde een deel van de bevolking zich tegen de christenen en doodde alle christenen en al hun dieren. Deze gekte kwam tot een einde toen een afbeelding van Jezus leek te spreken en iedereen zich tot het christendom bekeerde. Een maand later zorgden soortgelijke moordpartijen ervoor dat ook Bellona christelijk werd. Een christelijke priester, Moa, landde op het eiland en vernielde twee heilige beelden van lokale goden. Deze beelden waren oorspronkelijk meegenomen door de acht aboriginals en lokale priesters voorspelden ook de spoedige dood van Moa. Toen Moa daarna een niet-christen genas en, wellicht belangrijker, niet door de goden gedood werd voor zijn heiligschennis bekeerde het hele eiland zich tot het christendom.
Met het verwerpen van de lokale geloven gingen ook de oorspronkelijke tradities en gewoonten van de eilanders verloren.

## Natuur
Het oostelijk gedeelte van het eiland Rennell is in 1998 door de UNESCO uitgeroepen tot werelderfgoed, te weten het gebied East Rennell.